# Uski Roti
Uski Roti es una película hindi de 1969 dirigida por Mani Kaul. Fue el primer largometraje de Kaul, basado en una novela homónima de Mohan Rakesh, quien también escribió el diálogo de la película. La película ganó el premio Filmfare de la crítica a la mejor película de 1970 a la mejor película y se considera una obra fundamental de la nueva ola india.

## Sinopsis
La película describe la vida de un conductor de autobús, Sucha Singh (Gurdeep Singh) y su esposa Balo (Garima). Balo tiene que preparar la comida de Sucha Singh todos los días, caminar una larga distancia por el campo y esperarlo en la carretera cuando pasa por el pueblo. Lleva una vida independiente, juega a las cartas con sus amigos y pasa tiempo con su amante, y viene a casa solo una vez a la semana. Sin embargo, espera que su esposa desempeñe el papel tradicional. La narración no es lineal, por lo que podemos dar fe de los incidentes pero no estar seguros de la secuencia. Un día Balo llega tarde. Balo quiere salvar a su hermana que es acechada por un aldeano lujurioso. Sucha Singh está enojado, se marcha sin su comida y declara su libertad de volver a casa cuando lo desee. El final es indeterminado.

## Reparto
- Gurdeep Singh como Sucha Singh;
- Garima como Balo;
- Richa Vyas como la hermana de Balo;
- Savita Bajaj como la amante de Sucha Singh.

## Producción
La película se rodó en locaciones de un pueblo de Punjab. El fotógrafo Navroze Contractor ayudó a Mani Kaul en su búsqueda de la ubicación adecuada. Durante este tiempo, también tuvieron largas discusiones sobre blanco y negro, lentes, luz, etc. Más tarde, Contractor sería el director de fotografía de Kaul para su tercera película, Duvidha.
John Abraham, quien posteriormente se hizo conocido como cineasta, comenzó su carrera ayudando a Kaul en Uski Roti.

## Recepción
Uski Roti marcó un alejamiento importante de las convenciones del cine narrativo, prescindiendo por completo de la trama en el sentido habitual. Kaul tampoco usó ningún actor de cine famoso. Hay pocos diálogos en la película. El diálogo se presenta en tonos monótonos y poco dramáticos, algo que recuerda a las películas de Robert Bresson, a quien Kaul reconoció como una gran influencia. La cámara, empuñada por K. K. Mahajan, se fija en los rostros, manos y exteriores: paredes de barro, una carretera azotada por el viento, un huerto de guayaba. El énfasis en las manos es particularmente bressoniano. En palabras de Derek Malcolm, «La película no es de una narrativa ortodoxa, sino que trata sobre el silencio, el estado de ánimo y las imágenes.» En una entrevista de 1994, Kaul dijo: «Cuando hice Uski Roti, quería destruir por completo cualquier apariencia de desarrollo realista, para poder construir la película casi a la manera de un pintor.»
Debido a sus desviaciones radicales de las normas cinematográficas predominantes, la película no se estrenó en cines comerciales. Sin embargo, le ganó al director debutante el premio Filmfare de la crítica a la mejor película de 1970, y también le valió a Mahajan su segundo premio Nacional de Cine a la mejor fotografía. Posteriormente, ha sido reconocida como «una de las películas clave del nuevo cine indio o la nueva ola india». Shyam Benegal lo considera «un hito tanto como Pather Panchali». En los últimos años, ha recibido un reconocimiento renovado, siendo proyectada en retrospectivas, transmitida por canales de televisión como el Channel 4 y también distribuida en forma de DVD. Un crítico de Channel 4 escribió: «Mani Kaul nos lleva en un viaje conmovedor a la vida interna de su protagonista, y la cinematografía de K. K. Mahajan permanecerá por mucho tiempo en la mente del espectador.» En un libro de 2009 sobre cine indio de Ashish Rajadhyaksha, se dedica un capítulo entero a Uski Roti.